# Каменное небо
«Каменное небо» (пол. Kamienne niebo) — польский фильм 1958 года режиссёров Эвы и Чеслава Петельскими, основой сценария к фильму стал одноимённый роман Ежи Кшиштоня.

## Сюжет
1944 год. Шесть человек оказываются запертыми в подвале каменного дома разбомбленного немцами: в том числе молодая девушка Эва и парень Маниус, мать с маленькой дочерью, торговка, и старый, тяжело больной профессор. Их усилия по освобождению заканчиваются провалом. Мать думает только о том, чтобы спасти ребенка. Предприимчивая торговка ломается и испытывает нервный шок. Старый профессор слепнет. Еву и Маниуса объединит настоящее чувство. После нескольких дней им удаётся пробить стену, но только в соседний подвал. Их крики остаются без ответа. Лампа гаснет.

## В ролях
В главных ролях:
- Тадеуш Ломницкий — Маниусь
- Зофия Слабошовская — Эва
- Ядвига Хойнацкая — Сафянова
- Хенрик Боровский — профессор
- Барбара Хоравянка — Ханка Руминьская

В эпизодах:
- Моника Зиомик — Целинка, дочь Руминьской
- Мечислав Лоза — Сафян
- Мечислав Навроцкий — убитый старик
- Казимеж Дембицкий — командир взвода
- Пётр Куровский — повстанец
- Владислав Девойно — могильщик
- Чеслав Пясковский — могильщик
- Ирена Нетто — старая женщина